# Кіровська (Армізонський район)
Кі́ровська (рос. Кировская) — присілок у складі Армізонського району Тюменської області, Росія.
Населення — 24 особи (2010, 37 у 2002).
Національний склад станом на 2002 рік:
- росіяни — 49 %